# 世阿弥
世阿弥（ぜあみ、世阿彌陀佛、正平18年/貞治2年（1363年）? - 嘉吉3年8月8日（1443年9月1日）?）は、日本の室町時代初期の大和猿楽結崎座の猿楽師。父の観阿弥（觀阿彌陀佛）とともに猿楽を大成し、多くの書を残す。観阿弥、世阿弥の能は観世流として現代に受け継がれている。
幼名は鬼夜叉（おにやしゃ）、そして二条良基から藤若の名を賜る。通称は三郎。実名は元清。父の死後、観世大夫を継ぐ。40代以降に時宗の法名（時宗の男の法名〈戒名〉は阿弥陀仏〈阿彌陀佛〉号。ちなみに世は観世に由来）である世阿弥陀仏が略されて世阿弥と称されるようになった。世の字の発音が濁るのは、足利義満の指示によるもの。正しくは「世阿彌」。

## 生涯
世阿弥が生まれたとき、父である観阿弥は31歳で、大和猿楽の有力な役者であった。観阿弥がひきいる一座は興福寺の庇護を受けていたが、京都へ進出し、醍醐寺の7日間興行などで名をとどろかせた。世阿弥は幼少のころから父の一座に出演し、大和国十市郡の補巌寺 で竹窓智厳に師事し、参学した。
1374年または1375年、観阿弥が新熊野神社で催した猿楽能に12歳の世阿弥が出演したとき、室町将軍足利義満の目にとまった。以後、義満は観阿弥・世阿弥親子を庇護するようになった。1378年の祇園会では将軍義満の桟敷に世阿弥が近侍し、公家の批判をあびている（「後愚昧記」）。1384年に観阿弥が没して世阿弥は観世太夫を継ぐ。
当時の貴族・武家社会には、幽玄を尊ぶ気風があった。世阿弥は観客である彼らの好みに合わせ、言葉、所作、歌舞、物語に幽玄美を漂わせる能の形式「夢幻能」を大成させていったと考えられる。一般に猿楽者の教養は低いものだったが、世阿弥は将軍や貴族の保護を受け、教養を身に付けていた。特に摂政二条良基には連歌を習い、これは後々世阿弥の書く能や能芸論に影響を及ぼしている。
義満の死後、将軍が足利義持の代になっても、世阿弥はさらに猿楽を深化させていった。『風姿花伝』（1400年ごろ成立か）『至花道』が著されたのもこのころである。義持は猿楽よりも田楽好みであったため、義満のころほどは恩恵を受けられなくなる。
義持が没し足利義教の代になると、弾圧が加えられるようになる。1422年、観世大夫の座を長男の観世元雅に譲り、自身は出家した。しかし将軍足利義教は、元雅の従兄弟にあたる観世三郎元重（音阿弥）を重用する。一方、仙洞御所への出入り禁止（1429年）、醍醐清滝宮の楽頭職罷免（1430年）など、世阿弥・元雅親子は地位と興行地盤を着実に奪われていった。
1432年、長男の観世元雅は伊勢安濃津にて客死した。失意の中、世阿弥も1434年に佐渡国に流刑される。1436年（永享8年）には『金島書』を著す。公的記録に佐渡への流罪の記録は見つからず、流罪の原因は不明で、世阿弥自身は『金島書』で無実の罪としている。娘婿の金春禅竹が世阿弥の妻の面倒をみるとともに、佐渡にものを送り届け生活にさほど不便でなかったらしい。同地で亡くなったという説が有力であるが、後に赦免されて帰洛したともいわれ、幼少時に参学した補巌寺に帰依し、世阿弥夫妻は至翁禅門・寿椿禅尼と呼ばれ、田地各一段を寄進したとの能帳も残るとされ、大徳寺に分骨されたのではないかといわれている。「観世小次郎画像賛」によれば嘉吉3年（1443年）に没したことになっている。

## 業績
世阿弥の作品とされるものには、『高砂』『井筒』『実盛』など50曲近くがあり、現在も能舞台で上演されている。また、『風姿花伝』などの芸論も史料価値だけではなく、文学的価値も高いとされている。

## 芸道論
著書『風姿花伝』（『風姿華傳』、『花伝書』）では、観客に感動を与える力を「花」として表現している。少年は美しい声と姿をもつが、それは「時分の花」に過ぎない。能の奥義である「まことの花」は心の工夫公案から生まれると説く。「秘すれば花なり。秘せずは花なるべからず」として『風姿花伝』の内容は長らく秘伝とされてきた。
世阿弥が述べた「離見の見」とは、演者が自らの身体を離れた客観的な目線をもつことである。

## 後世の評価
著書『十六部集』が1883年に発見され、能の大成者として高い評価を受けるようになったが、現在の観世家が音阿弥につながる流れとなったこともあって、一般のみならず能楽師の間でもほとんど忘れられていた。
2000年（平成12年）に朝日新聞社が実施した識者5人（荒俣宏、岸田秀、ドナルド・キーン、堺屋太一、杉本苑子）が選んだ西暦1000年から1999年までの「日本の顔10人」において、世阿弥は徳川家康・織田信長に次いで得票数で3位を獲得した。

## 代表作
世阿弥は数多くの謡曲を残している。
- 弓八幡
- 高砂
- 老松
- 実盛
- 頼政（平家物語）
- 忠度（平家物語）
- 清経（平家物語）
- 敦盛（平家物語）
- 八島（平家物語）
- 井筒（伊勢物語）
- 恋重荷
- 錦木
- 砧
- 融
- 当麻
- 野守（万葉集の歌が典拠）
- 鍾馗
- 鵺（ぬえ：平家物語）
- 桜川
- 花筐（はながたみ）
- 葦刈（あしかり）
- 春栄
- 西行桜（さいぎょうざくら）
- 檜垣（ひがき）
- 木賊（とくさ）
- 松浦佐用姫

## 著作
世阿弥は父の遺訓、また自ら会得した芸術論を、「道のため、家のため」（『風姿花伝』）多数書き遺した。
その伝書は秘伝とされ、世阿弥の血筋を承けた越智観世家、そして観世宗家、また女婿禅竹を通じて金春家などが多く所蔵した。室町後期に越智観世家が絶え、観世宗家から入った養子が再興したことで、越智観世が最も多く有していたといわれる伝書はあらかた観世宗家に渡った。またそれとは別に、越智観世から複数の伝書が能を愛好した徳川家康に献上され、家康を通じて細川幽斎や織田信忠がこれを手に入れている。
近世にも能楽関係者や一部大名家を除いて、出回ることはほとんどなかった。数少ない例外として、14代大夫の観世清親とともに世阿弥伝書の収集に尽力した15代大夫の観世元章が、1772年に『習道書』に注釈を加えて出版し、座衆の一部に配布したこと、元章の後援者であった田安宗武が観世大夫が所蔵する本の一部を書写したこと、そして1818年に柳亭種彦が家康の蔵書であった『申楽談儀』を手に入れ、周囲の文人数名が写本を作ったことが挙げられるが、これ以外に目立った形で世阿弥の著作が表に出ることはなかった。
20世紀に入り、吉田東伍が『世阿弥十六部集』を出版し、当時知られていた世阿弥の伝書を一挙刊行した。以後研究が進み、現在では世阿弥の伝書として二十一種が認められている。

### 世阿弥の伝書一覧
- 『風姿花伝』
- 『花習内抜書』
- 『音曲口伝』
- 『花鏡』（かきょう）
- 『至花道』
- 『二曲三体人形図』
- 『三道』
- 『曲付次第』
- 『風曲集』
- 『遊楽習道風見』
- 『五位』
- 『九位』 - 河合隼雄は日本語には「人間ができている」という表現があるが、これは雲をつかむような話なのだが、『九位』は幸いに大変参考になり、心理療法家の修行にも役立つと述べている[10]。
- 『六義』
- 『拾玉得花』
- 『五音曲条々』
- 『五音』
- 『習道書』
- 『夢跡一紙』
- 『却来華』
- 『金島書』
- 『世子六十以後申楽談儀』
- 『金春大夫宛書状』

## 校訂書籍
- 吉田東伍校注 『世阿彌十六部集』能楽会、1909年
- 能勢朝次 『世阿弥十六部集評釈』（『世阿彌十六部集評釋』）
  - 上・下巻、岩波書店、復刊2000年、上: ISBN 400001093X、下: ISBN 4000010948
- 野上豊一郎、西尾実校訂 『風姿花伝』（岩波文庫、初版1958年）、ISBN 4003300114
  - 野上豊一郎、西尾実校訂 『風姿花伝』（ワイド版岩波文庫、1991年）、ISBN 4000070312
- 表章校注 『申楽談儀』（岩波文庫、初版1960年、復刊2003年ほか）、ISBN 4003300122
- 野上豊一郎校注 『能作書・覚習条条・至花道書』（岩波文庫、初版1934年、復刊1989年ほか）
- 表章、加藤周一校注 『世阿弥・禅竹』（岩波書店、新装版1995年）、ISBN 4000090712
内容細目: 世阿弥著『風姿花伝』、『花習内抜書』、『音曲口伝』、『花鏡』、『至花道』、『二曲三体人形図』、『三道』、『曲付次第』、『風曲集』、『遊楽習道風見』、『五位』、『九位』、『六義』、『拾玉得花』、『五音曲条々』、『五音』、『習道書』、『夢跡一紙』、『却来華』、『金島書』、『世子六十以後申楽談儀』、『金春大夫宛書状』/禅竹著『六輪一露之記（付二花一輪）』『歌舞髄脳記』『五音三曲集』『幽玄三輪』『六輪一露秘注（文正本・寛正本）』『明宿集』『至道要抄』/解説『世阿弥の戦術または能楽論』（加藤周一）、『世阿弥と禅竹の伝書』（表章）

- 表章監修、月曜会編纂 『世阿弥自筆能本集』 岩波書店、1997年、ISBN 4000236024
内容細目: 『難波梅』、『盛久』、『多度津左衛門』、『江口』、『雲林院』、『松浦』、『阿古屋松』、『布留』、『柏崎』、『弱法師』、『知章』、『熊本三十五番目録』
- 表章、伊藤正義編 『風姿花伝 影印三種』和泉書院、1979年、ISBN 4900137286
内容細目: 『風姿華伝』、『金春本』5巻（生駒宝山寺蔵）、『花伝第六花修』、『世阿弥自筆本』（観世宗家蔵）、『花伝第七別紙口伝』、『宗節本』（観世宗家蔵）/解題: 表章、伊藤正義著、風姿花伝の本文・注解・現代語訳等に関する主要文献: p270
- 田中裕校注 『世阿弥芸術論集』（新潮社〈新潮日本古典集成〉、1976年、新装版2016年）、ISBN 410620861X
  - 内容細目: 『風姿花伝』、『至花道』、『花鏡』、『九位』、『世子六十以後申楽談儀』
- 小西甚一編訳 『世阿弥能楽論集』（たちばな出版、2004年）、ISBN 4813318193
内容細目: 『風姿花伝』、『至花道』、『花鏡』、『九位』、『六義』、『拾玉得花』ほか全17部
  - 小西甚一編訳『風姿花伝・花鏡』（タチバナ教養文庫、2012年）、抜粋版
- 竹本幹夫校訂・訳解説 『風姿花伝、三道』（角川ソフィア文庫、2009年）、ISBN 4044055017
- 飯田利行編訳『世阿弥・仙馨』国書刊行会、2001年、ISBN 4336043558
内容細目: 『風姿花伝』（世阿弥）、半仙遺稿（佐田仙馨）
- 川瀬一馬 校訂『花鏡』安田文庫、1938年。
- 川瀬一馬 校訂『音曲五位』わんや書店、1941年。
- 川瀬一馬 校訂『世阿弥自筆伝書集』わんや書店、1943年。
- 川瀬一馬 覆製解説『花鏡』わんや書店、1944年。
- 川瀬一馬 解説『世阿彌眞蹟 能本七番』わんや書店、1944年。
- 川瀬一馬 校注・解題『頭註世阿弥二十三部集』能楽社、1945年。
- 川瀬一馬 編・解説『風姿華伝 上巻』能楽社、1946年。
- 川瀬一馬 編・解説『風姿華伝 下巻』能楽社、1947年。
- 川瀬一馬校注・現代語訳『花伝書 風姿花伝』（講談社文庫、1972年）、ISBN 4061340123
- 川瀬一馬校注『校註 花伝書 風姿花伝』わんや書店、1977年
- 堂本正樹訳『世阿弥アクティング・メソード 風姿花伝・至花道・花鏡』劇書房、1987年、ISBN 4875745419
- 市村宏 全訳注『風姿花伝』 講談社学術文庫、2011年、ISBN 4003300130

## 世阿弥の登場する作品
評伝
- 野上豊一郎『観阿弥清次　世阿弥元清』 書肆心水（改訂新版）、2010年
- 今泉淑夫『世阿弥』吉川弘文館〈人物叢書〉、2009年
- 西野春雄『世阿弥　能の本を書く事、この道の命なり』ミネルヴァ書房〈ミネルヴァ日本評伝選〉、2024年

小説・随筆
- 世阿弥（松本清張、1957年）
- 華の碑文 世阿弥元清（杉本苑子、1964年）
- 世阿弥－花と幽玄の世界（白洲正子、1964年）
- 元清五衰（赤江瀑、1986年）
- 婆沙羅（山田風太郎、1990年）
- 柳生十兵衛死す（山田風太郎、1991年）
- 秘花（瀬戸内寂聴、2007年）
- 室町繚乱 義満と世阿弥と吉野の姫君（阿部暁子、2018年）
- 世阿弥 最後の花（藤沢周、2021年）

舞台・戯曲
- 世阿彌（山崎正和）
- ミュージカル「Zeami」
- 歌舞劇ロマン「カンアミ伝」 わらび座
- スーパー能 世阿弥（梅原猛）- 世阿弥と息子の元雅の別離をめぐる物語。時の政治状況に翻弄される芸術家の悲劇を描いた新作能で、現代語で謡われる点が新しい[11]。

漫画
- あっかんべェ一休（坂口尚）
- 夢幻花伝（木原敏江）
- ねこねこ日本史（そにしけんじ）
- 花コイ少年（重松成美）
- ワールド イズ ダンシング（三原和人）

映画
- 犬王（サイエンスSARU制作）- 藤若の名で登場。声優は吉成翔太郎。

アニメ
- ねこねこ日本史（クレスコモーションデザイン、NEFT FILM制作）- 声優は八代拓。